# Cyrille Bartolini
Cyrille BARTOLINI (Marsella, 1934), es un escultor francés.

## Datos biográficos
1934 - Nace en Marsella.
1957 - Primer Gran Premio de Roma, con la obra titulada Les travaux d'Hercule.
1957-61 - Pensionado en la Villa Médicis de Roma, siendo su director Jacques Ibert primero y Balthus después. Allí vive junto a su esposa.
1964 - Profesor en la Escuela de Arte de Angoulême.
1974-82 - Jefe de la Misión ante la Inspección General de la educación artística.
1975-77 - Director de la Escuela de Arte de Angoulême.
1981-86 - Profesor en la Escuela Nacional superior de Bellas Artes.
1982 - Crea con Georges Jeanclos el taller experimental de búsqueda y de creación de la Manufactura nacional de Sèvres.
1996 Se presenta en París el libro "Le Livre des Beaux" de Fazyl Bey, ilustrado por Cyrille Bartolini
2001 Se presenta Chansons madécasses de, Evariste Desire de Forges, vizconde de Parny (1753-1814), con dibujos de Cyrille Bartolini. Ediciones Fata Morgana ISBN 2-85194-528-9).
2004 14 de octubre al 13 de noviembre Exposición en la Galería Tony Rocfort en Rennes.
2006 - del 16 de marzo al 27 de mayo Exposición de esculturas en la galería de Simone y Nicole Rabaud Masset en Angoulême.
2008 de junio: Exposición en la Galería Tony Rocfort en Rennes.

## Obras
- Les travaux d'Hercule, (1957) bajo relieve en escayola, conservado en la Escuela Nacional superior de Bellas Artes de París, con el que ganó el Premio de Roma.

La mayoría de sus obras hacen referencia a temas mitológicos. El material principal para sus esculturas es el papel encolado.
- Aurige bronce (8 copias).
- Le cavalier pensif, papel y cola de pegar
- Oedipe pensif, papel y cola de pegar
- Cavalier debout, papel y cola de pegar
- Dionysos à la vigne, papel y cola de pegar
- L'échanson, papel, cola de pegar y pan de oro
- Le lotophage, papel, cola de pegar y pan de oro
- Orphée, papel y cola de pegar
- L'éphèbe à la colonne I, bronce
- L'éphèbe à la colonne II, bronce
- Orphée au bélier, papel, bronce, cola de pegar y pan de oro
- Petit oedipe, bronce
- Petit dionysos au lion, bronce y pan de oro

También ha realizado dibujos y grabados
- Le saut de l’Ange, 1987 pastel.  ACAPA de Angoulême
- Le saut de l’Ange, 1987 pastel.  ACAPA de Angoulême
- Le saut de l’Ange, 1987 pastel.  ACAPA de Angoulême

- Le saut de l’Ange, 1997 pastel.  ACAPA de Angoulême
- Le saut de l’Ange, 1997 serigrafía.  ACAPA de Angoulême

Algunas de sus obras se encuentran en los Fondos Regionales de Arte Contemporáneo (FRAC) de Poitou-Charentes y en el Musée du papier, ambos en Angoulême